# Štefan Skrúcaný
Štefan Skrúcaný (ur. 27 marca 1960 w Trenczynie) – słowacki aktor i piosenkarz.
W latach 1980–1984 studiował aktorstwo w Wyższej Szkole Sztuk Scenicznych (VŠMU) w Bratysławie.
Po ukończeniu studiów uczestniczył w audycji radiowej Apropo, która z czasem doczekała się wydania telewizyjnego. Występował w programach telewizyjnych Telecvoking, O tri štart, Knock Out i Vox papuli, a w bratysławskim teatrze Nová scéna występował w musicalach Klietka bláznov i Donaha!.
Wraz z Miroslavem Nogą wydał cztery albumy muzyczne (Keby som bol detským kráľom, Bomba kšeft, Molotov koktejl, No Problem). 